# رایان جرویس
رایان جرویس (انگلیسی: Ryan Jarvis؛ زادهٔ ۱۱ ژوئیهٔ ۱۹۸۶) بازیکن فوتبال اهل بریتانیا است.
از باشگاه‌هایی که در آن بازی کرده‌است می‌توان به باشگاه فوتبال لوستوفت، باشگاه فوتبال کیلمارنوک، باشگاه فوتبال تورکی یونایتد، باشگاه فوتبال نورث‌همپتون تاون، باشگاه فوتبال نوریچ سیتی، باشگاه فوتبال والسال، باشگاه فوتبال کولچستر یونایتد، باشگاه فوتبال لیتون اورینت، باشگاه فوتبال آلدرشات تاون، باشگاه فوتبال نوتس کانتی، و باشگاه فوتبال یورک سیتی اشاره کرد.
وی همچنین در تیم‌های ملی فوتبال زیر ۱۶ سال انگلستان، زیر ۱۷ سال انگلستان، و زیر ۱۹ سال انگلستان بازی کرده‌است.